# Arctopoda maculosa
Arctopoda maculosa är en fjärilsart som beskrevs av Butler 1883. Arctopoda maculosa ingår i släktet Arctopoda och familjen praktmalar, Oecophoridae. Inga underarter finns listade i Catalogue of Life.